# House of Blues
A House of Blues, também conhecida como simplesmente HoB, é uma franquia de casas de espetáculos que, atualmente, possui uma unidade em treze diferentes cidades dos Estados Unidos, todas com a capacidade de 1.300 pessoas.
Atualmente, há uma unidade da HoB nas seguintes cidades: Orlando, Cleveland, Myrtle Beach, Chicago, New Orleans, Las Vegas, Atlantic City, Boston, Los Angeles, Anaheim, San Diego, Dallas e Houston.

## Ligação externa
- Site oficial
- House of Blues Hits Lansdowne
- House of Blues Estúdios